# IVNS1ABP
IVNS1ABP‏ (Influenza virus NS1A binding protein) هوَ بروتين يُشَفر بواسطة جين IVNS1ABP في الإنسان.
في الخلايا الصباغية، قد يتم تنظيم التعبير الجيني IVNS1ABP بواسطة MITF.